# Teesdalia
Teesdalia é um género botânico pertencente à família Brassicaceae.